# Paris (serie televisiva 1979)
Paris  è una serie televisiva statunitense in 13 episodi di cui 11 trasmessi per la prima volta nel corso di una sola stagione dal 1979 al 1980.
È una serie poliziesca incentrata sulle vicende del capitano della polizia di Los Angeles Woodrow Woody Paris (interpretato da James Earl Jones) che supervisiona una squadra di giovani detective. Tra un caso e l'altro, Paris impartisce qualche lezione di criminologia all'università locale. La serie fu annullata nel corso della prima televisiva sulla CBS dopo 11 episodi dei 13 totali girati.

## Personaggi e interpreti
- Detective Capitano Woodrow 'Woody' Paris (13 episodi, 1979-1980), interpretato da James Earl Jones.
- Barbara Paris (13 episodi, 1979-1980), interpretata da Lee Chamberlin.
- Capitano Jerome Bench (13 episodi, 1979-1980), interpretato da Hank Garrett.
- Stacey Erickson (13 episodi, 1979-1980), interpretata da Cecilia Hart.
- Charlie Bogart (13 episodi, 1979-1980), interpretato da Jake Mitchell.
- Ernie Villas (13 episodi, 1979-1980), interpretato da Frank Ramírez.
- Willie Miller (13 episodi, 1979-1980), interpretato da Michael Warren.

### Guest star
Tra le guest star: Alice Hirson, Barrie Youngfellow, Mark Slade, Rudy Ramos, James Oliver, James B. Sikking, Bruce Weitz, Ellen Geer, Peter Jurasik, David Himes, Sandy McPeak, Barbara Babcock, Candy Brown Houston, Kiel Martin, Ron Feinberg, Frank Ronzio, Paul Koslo, Dolph Sweet, Ed Harris, Betsy Slade, John Quade, Jerry Lacy, Don Gordon, Granville Van Dusen, Dan Hedaya, Victor Brandt, Lee Paul, Taurean Blacque, Harold J. Stone, Robert Englund.

## Produzione
La serie fu prodotta da MTM Enterprises e girata a Los Angeles in California. Le musiche furono composte da Fred Karlin (candidato agli Emmy Award).

### Registi
Tra i registi sono accreditati:
- Georg Stanford Brown in un episodio (1979)
- Jackie Cooper in un episodio (1979)
- Arnold Laven in un episodio (1979)
- Alex March in un episodio (1979)
- Jerry McNeely in un episodio (1979)
- Alexander Singer in un episodio (1979)
- Alf Kjellin
- Victor Lobl
- Bruce Paltrow
- Alan Rachins
- Jack Starrett

### Sceneggiatori
Tra gli sceneggiatori sono accreditati:
- Steven Bochco in 13 episodi (1979-1980)
- Edward DeBlasio in 2 episodi (1979)
- Larry Alexander
- Allan Cole
- Irv Pearlberg
- Del Reisman
- David Solomon

## Distribuzione
La serie fu trasmessa negli Stati Uniti dal 29 settembre 1979 al 15 gennaio 1980 sulla rete televisiva CBS. In Italia è stata trasmessa con il titolo Paris.
Alcune delle uscite internazionali sono state:
- negli Stati Uniti il 29 settembre 1979 (Paris)
- nel Regno Unito il 21 ottobre 1980
- in Italia (Paris)

## Episodi
| Stagione       | Episodi | Prima TV USA |
| -------------- | ------- | ------------ |
| Prima stagione | 13      | 1979-1980    |